# EMS One Katowice 2014
EMS One Katowice 2014 (Electronic Sports League Major Series One Katowice 2014) – drugi sponsorowany przez Valve Corporation major w Counter-Strike: Global Offensive, zorganizowany przez Electronic Sports League w katowickim Spodku w dniach 13–16 marca 2014 roku. W turnieju wzięło udział szesnaście zespołów z całego świata, a pula nagród wynosiła 250 000 USD. Oglądalność EMS One Katowice 2014 na portalu Twitch szczytowo osiągnęła 252 888 widzów. Zwycięzcą turnieju została drużyna Virtus.pro, pokonując Szwedów z Ninjas in Pyjamas, natomiast najlepszym graczem turnieju został Jarosław "pashaBiceps" Jarząbkowski.

## Drużyny
Turniej organizowano dla szesnastu drużyn, spośród których osiem miejsc przydzielono najlepszym zespołom z poprzedniego majora mających status Legendy. Dwie kolejne drużyny dostały bezpośrednie zaproszenia, a o pozostałe sześć miejsc zespoły rywalizowały w turniejach kwalifikacyjnych.
| Legendy - compLexity Gaming - Fnatic - HellRaisers - LGB eSports - Ninjas in Pyjamas - Team Dignitas - Team LDLC - Titan | Drużyny zaproszone - iBUYPOWER - Vox Eminor | Drużyny zakwalifikowane - 3DMAX - Clan-Mystic - mousesports - Natus Vincere - Reason Gaming - Virtus.pro |

1. ↑  HellRaisers zyskało miejsce na turnieju po pozyskaniu składu Astana Dragons
2. ↑  Team Dignitas zajęło miejsce Copenhagen Wolves po podpisaniu kontraktów z FeTiSh, Xyp9x, dupreeh oraz device
3. ↑  Team LDLC zajęło miejsce Recursive eSports po podpisaniu kontraktów z Happy, Uzzziii oraz Maniac
4. ↑  Titan zyskało miejsce na turnieju po pozyskaniu składu VeryGames

## Format rozgrywek
W fazie grupowej drużyny zostały podzielone na cztery czterozespołowe grupy. Podobnie jak na poprzednich mistrzostwach mecze rozgrywano na zasadach BO1 w formacie GSL, czyli drużyna rozstawiona jako najlepsza grała mecz z najgorszą, a drugi mecz toczył się między zespołami z miejsc 2 i 3. W następnej kolejce zwycięzcy rozgrywali mecz, który decydował o awansie, tak samo jak w meczu przegranych decydowało kto odpada z turnieju. W ostatniej, trzeciej kolejce spotkań grały drużyny posiadające bilans meczów 1-1. Zwycięzca tego meczu awansował do play-offów z drugiego miejsca, a przegrany odpadał.
Do fazy pucharowej awansowało łącznie 8 zespołów, gdzie zwycięzca grupy grał z drużyną, która zajęła drugie miejsce. Dodatkowo drużyny z tych samych grup rozlokowano tak, aby mogły ze sobą spotkać się dopiero w finale turnieju. Mecze rozgrywano na zasadach BO3 w systemie pojedynczej eliminacji.

### Pula map
W puli znalazło się 5 map, na których można było rozgrywać mecze<ref">Lista map na EMS One Katowice [online], counter-strike.pl [zarchiwizowane z adresu 2024-08-07] (pol.).</ref>. W fazie grupowej drużyny banowały na przemian po 2 mapy, a mecz rozgrywały na ostatniej mapie, która została. W fazie pucharowej drużyny naprzemiennie banowały po 1 mapie, a następnie wybierały po 1, na której chciały grać. Ostatnia mapa w puli była mapą decydującą. Dostępnymi mapami były:
- Dust II
- Inferno
- Mirage
- Nuke
- Train

## Faza grupowa

### Grupa A
| Poz.             | Drużyna     | W | P | WR | PR | RR  | Pkt. |
| ---------------- | ----------- | - | - | -- | -- | --- | ---- |
| 1                | Virtus.pro  | 2 | 0 | 35 | 23 | +12 | 6    |
| 2                | HellRaisers | 2 | 1 | 48 | 42 | +6  | 6    |
| 3                | Titan       | 1 | 2 | 37 | 37 | +0  | 3    |
| 4                | mousesports | 0 | 2 | 14 | 32 | −18 | 0    |
| Źródło: hltv.org |             |   |   |    |    |     |      |

| Drużyna     | Wynik | Mapa    | Wynik | Drużyna     |
| ----------- | ----- | ------- | ----- | ----------- |
| Titan       | 16    | Dust II | 5     | mousesports |
| HellRaisers | 16    | Mirage  | 19    | Virtus.pro  |
| Titan       | 7     | Mirage  | 16    | Virtus.pro  |
| HellRaisers | 16    | Dust II | 9     | mousesports |
| Titan       | 14    | Inferno | 16    | HellRaisers |

### Grupa B
| Poz.             | Drużyna           | W | P | WR | PR | RR  | Pkt. |
| ---------------- | ----------------- | - | - | -- | -- | --- | ---- |
| 1                | Ninjas in Pyjamas | 2 | 0 | 32 | 12 | +20 | 6    |
| 2                | Team LDLC         | 2 | 1 | 39 | 42 | −3  | 6    |
| 3                | 3DMAX             | 1 | 2 | 34 | 39 | −5  | 3    |
| 4                | Vox Eminor        | 0 | 2 | 20 | 32 | −12 | 0    |
| Źródło: hltv.org |                   |   |   |    |    |     |      |

| Drużyna           | Wynik | Mapa    | Wynik | Drużyna    |
| ----------------- | ----- | ------- | ----- | ---------- |
| Ninjas in Pyjamas | 16    | Dust II | 5     | 3DMAX      |
| Team LDLC         | 16    | Inferno | 13    | Vox Eminor |
| Ninjas in Pyjamas | 16    | Inferno | 7     | Team LDLC  |
| Vox Eminor        | 7     | Inferno | 16    | 3DMAX      |
| Team LDLC         | 16    | Inferno | 13    | 3DMAX      |

### Grupa C
| Poz.             | Drużyna       | W | P | WR | PR | RR  | Pkt. |
| ---------------- | ------------- | - | - | -- | -- | --- | ---- |
| 1                | Team Dignitas | 2 | 0 | 32 | 16 | +16 | 6    |
| 2                | Fnatic        | 2 | 1 | 44 | 35 | +9  | 6    |
| 3                | Reason Gaming | 1 | 2 | 30 | 44 | −14 | 3    |
| 4                | iBUYPOWER     | 0 | 2 | 21 | 32 | −11 | 0    |
| Źródło: hltv.org |               |   |   |    |    |     |      |

| Drużyna       | Wynik | Mapa    | Wynik | Drużyna       |
| ------------- | ----- | ------- | ----- | ------------- |
| Fnatic        | 12    | Inferno | 16    | Reason Gaming |
| Team Dignitas | 16    | Nuke    | 8     | iBUYPOWER     |
| Team Dignitas | 16    | Inferno | 8     | Reason Gaming |
| Fnatic        | 16    | Inferno | 13    | iBUYPOWER     |
| Reason Gaming | 6     | Inferno | 16    | Fnatic        |

### Grupa D
| Poz.             | Drużyna           | W | P | WR | PR | RR  | Pkt. |
| ---------------- | ----------------- | - | - | -- | -- | --- | ---- |
| 1                | LGB eSports       | 2 | 0 | 32 | 19 | +13 | 6    |
| 2                | compLexity Gaming | 2 | 1 | 43 | 34 | +9  | 6    |
| 3                | Clan-Mystik       | 1 | 2 | 34 | 45 | −11 | 3    |
| 4                | Natus Vincere     | 0 | 2 | 21 | 32 | −11 | 0    |
| Źródło: hltv.org |                   |   |   |    |    |     |      |

| Drużyna           | Wynik | Mapa    | Wynik | Drużyna       |
| ----------------- | ----- | ------- | ----- | ------------- |
| compLexity Gaming | 16    | Inferno | 6     | Clan-Mystik   |
| LGB eSports       | 16    | Inferno | 8     | Natus Vincere |
| compLexity Gaming | 11    | Dust II | 16    | LGB eSports   |
| Clan-Mystik       | 16    | Dust II | 13    | Natus Vincere |
| compLexity Gaming | 16    | Nuke    | 12    | Clan-Mystik   |

## Faza pucharowa

### Drabinka
|  | Ćwierćfinały      | Ćwierćfinały      | Ćwierćfinały  |               |                   | Półfinały         | Półfinały | Półfinały |  |  | Finał | Finał | Finał |  |
|  |                   |                   |               |               |                   |                   |           |           |  |  |       |       |       |  |
|  | Ninjas in Pyjamas | Ninjas in Pyjamas | 2             |               |                   |                   |           |           |  |  |       |       |       |  |
|  | Ninjas in Pyjamas | Ninjas in Pyjamas | 2             |               |                   |                   |           |           |  |  |       |       |       |  |
|  | compLexity Gaming | compLexity Gaming | 1             |               |                   |                   |           |           |  |  |       |       |       |  |
|  | compLexity Gaming | compLexity Gaming | 1             |               | Ninjas in Pyjamas | Ninjas in Pyjamas | 2         |           |  |  |       |       |       |  |
|  |                   |                   |               |               | Ninjas in Pyjamas | Ninjas in Pyjamas | 2         |           |  |  |       |       |       |  |
|  |                   |                   | Team Dignitas | Team Dignitas | 0                 |                   |           |           |  |  |       |       |       |  |
|  | Team Dignitas     | Team Dignitas     | Team Dignitas | Team Dignitas | 0                 | 2                 |           |           |  |  |       |       |       |  |
|  | Team Dignitas     | Team Dignitas     |               |               |                   |                   |           |           |  |  |       |       |       |  |
|  | HellRaisers       | HellRaisers       | 0             |               |                   |                   |           |           |  |  |       |       |       |  |
|  | HellRaisers       | HellRaisers       | 0             |               | Ninjas in Pyjamas | Ninjas in Pyjamas | 0         |           |  |  |       |       |       |  |
|  |                   |                   |               |               |                   |                   |           |           |  |  |       |       |       |  |
|  |                   |                   | Virtus.pro    | Virtus.pro    | 2                 |                   |           |           |  |  |       |       |       |  |
|  | Virtus.pro        | Virtus.pro        | Virtus.pro    | Virtus.pro    | 2                 | 2                 |           |           |  |  |       |       |       |  |
|  | Virtus.pro        | Virtus.pro        |               |               |                   |                   |           |           |  |  |       |       |       |  |
|  | Team LDLC         | Team LDLC         | 0             |               |                   |                   |           |           |  |  |       |       |       |  |
|  | Team LDLC         | Team LDLC         | 0             |               | Virtus.pro        | Virtus.pro        | 2         |           |  |  |       |       |       |  |
|  |                   |                   |               |               | Virtus.pro        | Virtus.pro        | 2         |           |  |  |       |       |       |  |
|  |                   |                   | LGB eSports   | LGB eSports   | 1                 |                   |           |           |  |  |       |       |       |  |
|  | Fnatic            | Fnatic            | LGB eSports   | LGB eSports   | 1                 | 1                 |           |           |  |  |       |       |       |  |
|  | Fnatic            | Fnatic            |               |               |                   |                   |           |           |  |  |       |       |       |  |
|  | LGB eSports       | LGB eSports       | 2             |               |                   |                   |           |           |  |  |       |       |       |  |

Źródło: hltv.org

### Ćwierćfinały
| Drużyna           | Wynik | Mapa    | Wynik | Drużyna           |
| ----------------- | ----- | ------- | ----- | ----------------- |
| Ninjas in Pyjamas | 12    | Dust II | 16    | compLexity Gaming |
| Ninjas in Pyjamas | 16    | Nuke    | 2     | compLexity Gaming |
| Ninjas in Pyjamas | 16    | Train   | 11    | compLexity Gaming |
| Team Dignitas     | 16    | Dust II | 7     | HellRaisers       |
| Team Dignitas     | 16    | Mirage  | 11    | HellRaisers       |
| Team Dignitas     | –     | Inferno | –     | HellRaisers       |
| Virtus.pro        | 16    | Mirage  | 3     | Team LDLC         |
| Virtus.pro        | 16    | Inferno | 8     | Team LDLC         |
| Virtus.pro        | –     | Train   | –     | Team LDLC         |
| Fnatic            | 16    | Inferno | 11    | LGB eSports       |
| Fnatic            | 12    | Mirage  | 16    | LGB eSports       |
| Fnatic            | 14    | Train   | 16    | LGB eSports       |

### Półfinały
| Drużyna           | Wynik | Mapa    | Wynik | Drużyna       |
| ----------------- | ----- | ------- | ----- | ------------- |
| Ninjas in Pyjamas | 16    | Inferno | 6     | Team Dignitas |
| Ninjas in Pyjamas | 16    | Nuke    | 5     | Team Dignitas |
| Ninjas in Pyjamas | –     | –       | –     | Team Dignitas |
| Virtus.pro        | 16    | Inferno | 8     | LGB eSports   |
| Virtus.pro        | 17    | Mirage  | 19    | LGB eSports   |
| Virtus.pro        | 16    | Train   | 7     | LGB eSports   |

### Finały
| Drużyna           | Wynik | Mapa    | Wynik | Drużyna    |
| ----------------- | ----- | ------- | ----- | ---------- |
| Ninjas in Pyjamas | 9     | Mirage  | 16    | Virtus.pro |
| Ninjas in Pyjamas | 10    | Inferno | 16    | Virtus.pro |
| Ninjas in Pyjamas | –     | Dust II | –     | Virtus.pro |

## Ranking końcowy
| Miejsce          | Drużyna           | Nagroda   | Skład                                       | Trener |
| ---------------- | ----------------- | --------- | ------------------------------------------- | ------ |
| 1.               | Virtus.pro        | 100 000 $ | byali, NEO, pashaBiceps, Snax, TaZ          |        |
| 2.               | Ninjas in Pyjamas | 50 000 $  | f0rest, Fifflaren, friberg, GeT RiGhT, Xizt |        |
| 3–4.             | LGB eSports       | 22 000 $  | cype, dennis, KRiMZ, olofmeister, twist     |        |
| 3–4.             | Team Dignitas     | 22 000 $  | cajunb, dev1ce, dupreeh, FeTiSh, Xyp9x      | 3k2    |
| 5–8.             | compLexity Gaming | 10 000 $  | Hiko, n0thing, Semphis, sgares, swag        |        |
| 5–8.             | Fnatic            | 10 000 $  | Devilwalk, flusha, JW, pronax, schneider    | cArn   |
| 5–8.             | HellRaisers       | 10 000 $  | AdreN, ANGE1, Dosia, kUcheR, markeloff      |        |
| 5–8.             | Team LDLC         | 10 000 $  | apEX, Happy, KQLY, Maniac, Uzzziii          | MoMan  |
| 9–12.            | 3DMAX             | 2 000 $   | aizy, gla1ve, MSL, Pimp, raalz              |        |
| 9–12.            | Clan-Mystik       | 2 000 $   | GMX, HaRts, kennyS, kioShiMa, Sf            |        |
| 9–12.            | Titan             | 2 000 $   | Ex6TenZ, NBK, ScreaM, shox, SmithZz         |        |
| 9–12.            | Reason Gaming     | 2 000 $   | EXR, Friis, karrigan, LOMME, smF            |        |
| 13–16.           | iBUYPOWER         | 2 000 $   | adreN, anger, AZK, DaZeD, Skadoodle         |        |
| 13–16.           | mousesports       | 2 000 $   | cadiaN, chrisJ, LEGIJA, tabseN, tiziaN      |        |
| 13–16.           | Natus Vincere     | 2 000 $   | Edward, GuardiaN, seized, starix, Zeus      |        |
| 13–16.           | Vox Eminor        | 2 000 $   | AZR, Havoc, SnypeR, SPUNJ, topguN           |        |
| Źródło: hltv.org |                   |           |                                             |        |